# Neprilisina
La Neprilisina (encefalinasa) es una enzima metaloendopeptidasa neutra (EC 3.4.24.11) dependiente del zinc perteneciente a la familia M13. Es una enzima que en humanos está codificada por el gen MME.

## Sinónimos
- Endopeptidasa-2
- Encefalinasa
- Metaloendopeptidasa de membrana
- Endopeptidasa neutra

## Reacción catalizada
Escisión preferencial de polipéptidos entre residuos hidrófobos, particularmente con fenilalanina o tirosina en la posición P1'.

## Acciones
Inicialmente se pensó que la Neprilisina era responsable solo de la degradación de las encefalinas liberadas, sin embargo, metaboliza otros péptidos, y las encefalinas también están sujetas a degradación por otras peptidasas. No obstante, se ha demostrado que la aplicación directa de inhibidores de la neprilisina, como el acetorfano, produce acciones similares a los opioides, probablemente debido a la potenciación de la señalización opioide endógena. Así mismo, la enzima es responsable de la degradación del péptido natriurético auricular y del péptido natriurético cerebral, dos péptidos que producen disminución de la presión arterial mediante reducción del volumen sanguíneo.
Se sabe que neprilisina es una enzima que también escinde la angiotensina II, por lo que aumentar la inhibición de esta enzima puede aumentar la vasoconstricción y de ese modo compensar las actividades vasodilatadoras incrementando el nivel de los péptidos natriuréticos.

Ubicación del gen MME.

## Inhibición
En 1980, se describió un inhibidor de la neprilisina que aumentaba la disponibilidad funcional de encefalinas. Más recientemente, se ha demostrado que uno de estos inhibidores de la neprilisina activo por vía oral, el acetorfano, inhibe la diarrea infecciosa y la inducida químicamente. Otro fármaco que inhibe la neprilisina es el Sacubitril, que en combinación con Valsartan es útil en pacientes con insuficiencia cardíaca clase II, III y IV según un estudio.

## Eje de la leptina-aldosterona-neprilisina
La obesidad (especialmente la adiposidad visceral) puede asociarse con 3 fenotipos diferentes de insuficiencia cardíaca. Los 3 fenotipos se caracterizan por una secreción excesiva de aldosterona y retención de sodio. Además, la obesidad se acompaña de un aumento de la señalización a través del receptor de la leptina, que puede promover la activación tanto del sistema nervioso simpático como del sistema renina-angiotensina y puede estimular directamente la secreción de aldosterona. La interacción perjudicial de la leptina y la aldosterona se ve potenciada por la hiperactividad de la neprilisina; la pérdida de los efectos de contrapeso de los péptidos natriuréticos se ve agravada por un efecto adicional de la obesidad y la insuficiencia cardíaca para interferir con la señalización de la adiponectina. Además, la actividad de la aldosterona y la neprilisina no solo se ve potenciada por la obesidad, sino que estos mecanismos también pueden promover la adipogénesis y la disfunción de los adipocitos, intensificando así el ciclo de retroalimentación positiva.